# Gruppo Liggett
Il Gruppo Liggett (in inglese: Liggett Group), precedentemente conosciuto come Liggett & Myers Tobacco Company, è una compagnia statunitense attiva nell'industria del tabacco. L'azienda, una delle più grandi del suo settore, è una sussidiaria della holding Gruppo Vector (o Vector Group) ed ha sede Durham, nella Carolina del Nord, sebbene il suo stabilimento principale sia a Mebane, a 50 km da Durham.

## Storia

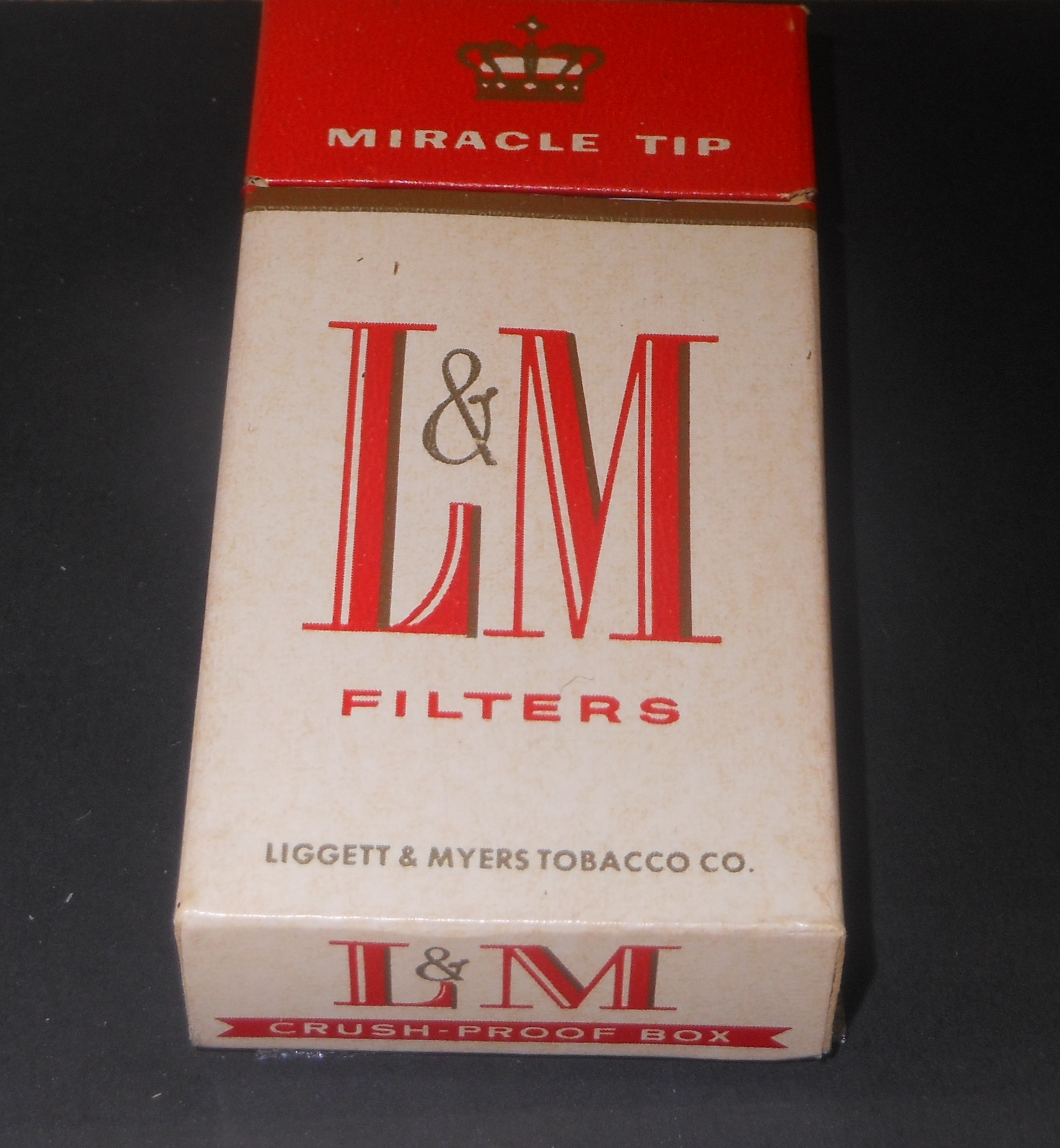
Un pacchetto di sigarette Liggett & Myers dell'inizio del ventesimo secolo.

All'inizio del diciannovesimo secolo, Christopher Foulks, il nonno di John Edmund Liggett, il quale darà poi il nome all'azienda, era proprietario di una piccola fabbrica per la produzione di tabacco da fiuto a New Egypt, nel New Jersey. Durante la guerra anglo-americana, scoppiata nel 1812, lo stabilimento fu raso al suolo da soldati britannici e Foulks emigrò quindi verso ovest e precisamente nella cittadina di Belleville, in Illinois, dove, nel 1822, aprì un nuovo stabilimento per la produzione di tabacco. Nel 1833 egli trasferì i suoi affari a Saint Louis, nel Missouri, e qui, tra i 1844 e il 1847, John Edmund Liggett entrò a far parte della compagnia del nonno.
A partire dal 1858, l'azienda fondata da Foulks fu conosciuta come J. E. Liggett and Brother. Nel 1869 l'azienda produsse e commercializzò la sua prima marca di sigarette, creata utilizzando una mistura di tabacco turco e della Virginia, e nel 1873, dopo la creazione di un'iniziale collaborazione con George Smith Myers, essa fu trasformata nella Liggett & Myers Tobacco Company.
Nel 1876, la Liggett & Myers lanciò sul mercato il tabacco da masticare in blocchetti a marchio L&M che gli permise, a partire dal 1885, di diventare la più grande produttrice di tabacco in blocchetti al mondo.
John E. Liggett morì nel 1897 e due anni più tardi la Liggett & Myers fu acquisita e inglobata dalla American Tobacco Company, controllata sin dalla sua fondazione nel 1890 da James Buchanan Duke. George S. Myers morì nel 1910 e nell'anno seguente la Corte Suprema statunitense ordinò la dissoluzione della American Tobacco Company, dando di fatto la possibilità alla Liggett & Myers Tobacco Company di rinascere.
Alla fine del processo di smembramento della compagnia di Duke, le attività e i beni della American Tobacco Company furono divise tra la stessa American Tobacco Company e le preesistenti R. J. Reynolds, Liggett & Myers e Lorillard. Alla Liggett & Myers, oltre alle sue precedenti proprietà, fu dato anche il controllo della Spaulding & Merrick di Chicago, della Nall & Williams, di Louisville, della Pinkerton Company di Toledo, della Allen & Ginter di Richmond e di molte altre aziende del settore.

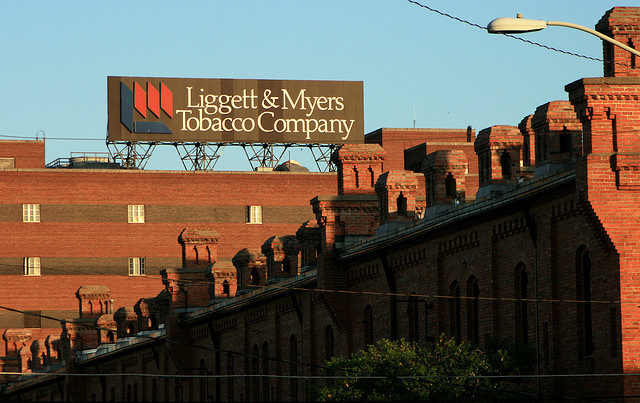
Lo stabilimento della Liggett & Myers a Durham.

Tornata a nuova vita, la Liggett & Myers continuò quindi a lanciare sul mercato nuovi marchi. Nel 1912, in particolare, furono reintrodotte le sigarette a marchio Chesterfield, prodotte con una mistura di tabacchi turchi e virginiani a cui, nel 1915, furono aggiunti tabacchi Barley e provenienti dal Maryland. Nel 1916, le Chesterfield furono anche le prime sigarette a cui fu aggiunto un completo rivestimento a prova di umidità.
Al 1917 risale la costruzione dello stabilimento produttivo e dei magazzini nella cittadina di Huntington, nello stato della Virginia Occidentale, entrato a far parte nel 1998 del National Register of Historic Places, la lista ufficiale del governo statunitense relativa a distretti, siti, edifici e strutture che vengono considerati da preservare.

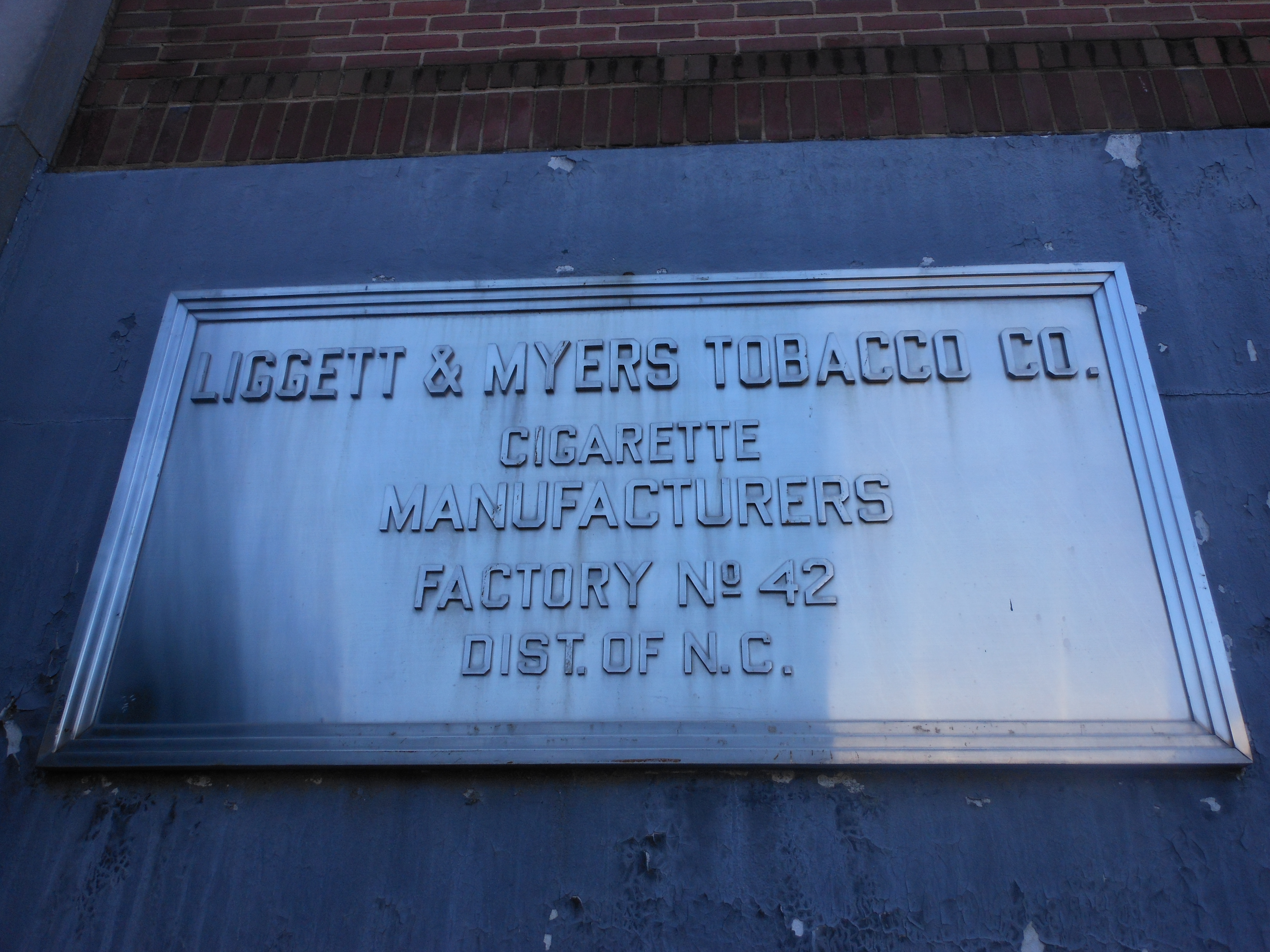
Una targa nello stabilimento Liggett & Myers di Durham.

Negli anni si succedettero sia lanci di nuove marche di sigarette (diventate la principale forma di consumo del tabacco a partire dal 1921) che cambiamenti di ragione sociale e proprietà. Nel 1953 furono così lanciate le prime sigarette col filtro di produzione Liggett & Myers, chiamate L&M, cui seguirono nel 1963 le Lark, nel 1970 le Eve e nel 1988 le Pyramid. Allo stesso tempo, nel 1968 l'azienda cambiò il suo nome in Liggett & Myers, Incorporated, mentre nel 1976, in seguito ad un completo riassestamento della compagnia, fu fondato il Gruppo Liggett, di cui la Liggett & Myers Tobacco Company divenne una divisione.
Nel 1983 la britannica Grand Metropolitan acquisì il gruppo facendolo diventare la sussidiaria del tabacco della più grande GrandMet USA, per poi rivenderlo, nel 1986, per 140 milioni di dollari, a Bennett S. LeBow, il quale nel 1987 lo fece quotare alla borsa di New York e nel 1990 lo trasformò in una sussidiaria del Gruppo Brooke (Brooke Group Ltd.), poi rinominato Gruppo Vector nel 2000.
Nel 1995-96, l'azienda tentò di acquisire la più grande R.J. Reynolds Tobacco Company, allora parte della RJR Nabisco, ma non riuscì nell'operazione.
Nel 1999, il gruppo vendette i propri marchi L&M, Lark e Chesterfield alla Philip Morris Companies Inc., oggi conosciuta come Gruppo Altria.
Il 2002 ha visto la nascita della Liggett Vector Brands, Inc., agente esclusivo di vendita, marketing e distribuzione del Gruppo Liggett.

## Controversie legali
Nel 1983, Rose Cipollone intentò una causa contro il Gruppo Liggett e altre due aziende dell'industria del tabacco, produttrici delle sigarette da lei fumate. La Cipollone morì di cancro al polmone nel 1984 ma il processo andò avanti e, nel 1988, il Gruppo Liggett fu condannato a pagare 400.000 dollari di danni alla famiglia, tale sentenza fu però ribaltata dalla Corte Suprema statunitense nella causa Cipollone v. Liggett Group, Inc.
Nel 1996, il gruppo si distaccò dal resto delle altre aziende del settore, incluse la Philip Morris, la Brown & Williamson, la RJR Nabisco, la Loews e la Lorillard, quando annunciò di voler patteggiare nelle varie cause intentate all'industria del tabacco dal programma Medicaid e portate avanti dai procuratori generali di quaranta stati statunitensi.
 Il gruppo era stato precedentemente accusato di essersi fatto illegalmente influenzare dalla Philip Morris, la quale avrebbe accettato di pagare alcune delle spese legali della Liggett per assicurarsi il suo supporto nella lotta contro la promulgazione di leggi anti-tabacco. LeBow affermò che tale decisione fu presa per garantire al gruppo l'immunità da future cause e per prevenirne la bancarotta. Secondo il patteggiamento, il gruppo dovette pagare un milione di dollari di danni, dichiarare pubblicamente che fumare provoca dipendenza e causa il cancro, svelare tutti gli additivi presenti nelle proprie sigarette e testimoniare contro l'intera industria del tabacco. La Liggett fu inoltre la prima azienda ad inserire volontariamente sui propri prodotti l'etichetta "Nicotine is Addictive".
Tali azioni di LeBow furono essenziali per il governo nella stesura del Tobacco Master Settlement Agreement, che lo stesso Gruppo Liggett firmò nel 1998.